# منور (شبستر)
منور هي قرية في مقاطعة شبستر، إيران. عدد سكان هذه القرية هو 377 في سنة 2006.